# Varlık Vergisi
Il Varlık Vergisi (dal turco: [vɑɾˈɫɯk ˈvæɾɟisi], "legge sulla tassa sulla ricchezza") era un'imposta patrimoniale decisa dalla Turchia nel 1942, quando il paese, rimasto neutrale durante la seconda guerra mondiale, si trovava in una difficile situazione economica. Questa tassa era basata su una base discriminatoria: l'importo riscosso dai non musulmani risultava essere molto più elevato da quello riscosso dai musulmani, mentre la repubblica turca fondata nel 1923 avrebbe dovuto garantire l'uguaglianza tra i cittadini. Alcuni contribuenti non in grado di pagare l'imposta furono inviati ai lavori forzati.

## Contesto

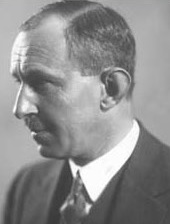
Fazıl Ahmet Aykaç, uno dei fautori del Varlık Vergisi.

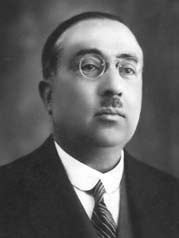
Neşet Özercan, uno degli oppositori della tassa.

### Situazione economica
Durante la guerra, la Turchia assunse una posizione di neutralità. La sua situazione economica era fragile e soggetta a determinate carenze e l'aumento delle spese militari mise a dura prova il bilancio dello Stato. Il commercio estero era fiorente, la domanda di materie prime era in aumento all'estero e i prodotti turchi erano venduti a prezzi elevati. Queste tendenze stavano causando un aumento considerevole dell'inflazione. Durante il conflitto si arricchirono due categorie professionali: i grandi proprietari terrieri agricoli, che erano quasi esclusivamente musulmani, e alcuni commercianti e intermediari di Istanbul, che erano principalmente ebrei, greci e armeni.
A causa dell'evasione fiscale ma soprattutto in assenza di un sistema di tassazione e riscossione moderno ed efficiente, questi patrimoni sfuggivano in gran parte alla tassazione statale.

### Situazione delle minoranze non musulmane
Sotto il regno dei sultani ottomani, l'economia era controllata principalmente dalle minoranze non musulmane dell'Impero come greci, ebrei, armeni, levantini. Dopo il 1908, e soprattutto durante la prima guerra mondiale, i Giovani Turchi lanciarono una "politica economica nazionale" volta a favorire i musulmani in particolare attraverso la spoliazione di beni appartenenti a minoranze cristiane. La Repubblica Turca fu fondata nel 1923 e nel 1932 venne approvata una legge che vietava l'accesso alla maggior parte delle professioni agli stranieri. Questa disposizione si rivolgeva principalmente alle minoranze religiose, alcune delle quali avevano acquisito una nazionalità straniera sotto l'Impero ottomano. Durante la guerra, la propaganda nazista incontrò un certo successo che era controbilanciato da una corrente liberale favorevole agli Alleati. Così, il governo continuò a impiegare accademici ebrei tedeschi reclutati sotto la presidenza di Atatürk e diversi consoli turchi contribuirono a salvare gli ebrei in Europa. Tuttavia, in Turchia le pubblicazioni relative alla propaganda antisemita stavano subendo un'impennata. Nel 1934 i cittadini ebrei della regione della Tracia subirono una serie di attacchi violenti.
Dopo i massacri e le spoliazioni massicce della prima guerra mondiale, le autorità turche approfittarono ancora una volta del caos politico globale per dirimere le questioni interne in modo brutale, in questo caso mettendo in atto un sistema fiscale altamente discriminatorio per i cittadini non musulmani in generale, e per gli armeni in particolare, mirando ancora una volta al loro indebolimento e sterminio nella nazione turca.

## Attuazione del Varlık Vergisi

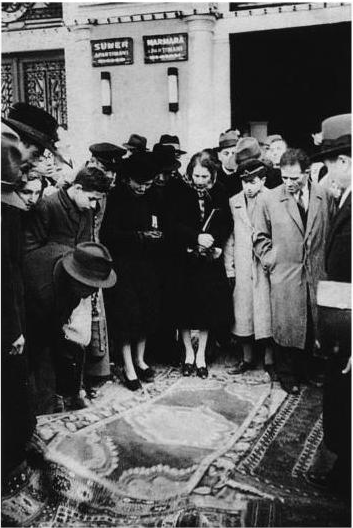
I non musulmani mettono all'asta i loro mobili per pagare la tassa.

Il Varlık Vergisi fu una misura emergenziale attuata dal governo di Şükrü Saracoğlu sotto la presidenza di İsmet İnönü. La legge fu approvata all'unanimità dall'Assemblea nazionale turca l'11 novembre 1942 ed entrò in vigore il giorno successivo. Il testo era strutturato su un totale di diciassette articoli. La tassa prendeva ufficialmente di mira i proprietari di immobili, i grandi proprietari agricoli, gli uomini d'affari e alcune categorie di contribuenti che pagavano una tassa sui salari o sui profitti. Secondo i termini di legge, i proprietari agricoli non potevano essere tassati più di 5% del loro capitale. Le aziende dovevano pagare un importo che rappresentava dal 50 al 75% dei loro utili netti nel 1941.
Per quanto riguarda gli altri contribuenti, come i commercianti del Gran Bazar di Istanbul, storicamente greci, armeni ed ebrei, il loro livello di tassazione era lasciato alla discrezione di comitati ad hoc "in accordo con le loro opinioni". Per loro non era richiesta alcuna dichiarazione di redditi o di capitali. Le commissioni effettuavano le loro stime e poi imponevano al contribuente il pagamento dell'importo fissato entro 15 giorni, con una sanzione in caso di sforamento. La loro decisione non era impugnabile e in assenza del pagamento dopo un mese, era previsto l'invio del reo ai lavori forzati.
Venne effettuata una categorizzazione segreta tra i contribuenti, suddivisi in più elenchi in base alla loro fede religiosa. Fu questo elemento a determinare il calcolo dell'imposta da pagare.
| Gruppo di popolazione | Importo dell'imposta dovuta                    |
| --------------------- | ---------------------------------------------- |
| Armeni                | 232% o a discrezione della commissione ad hoc. |
| Ebrei                 | 179% o idem.                                   |
| Greci                 | 156% o idem.                                   |
| Musulmani             | 4.94%                                          |

- La lista M (Müslüman) includeva i musulmani.
- La lista G (Gayrimüslim), i non musulmani.
- La lista E (Ecnebi), stranieri.
- la lista D (Dönme), musulmani di origine greca, armena o ebraica[2]

I Dönme dovevano pagare il doppio di quanto pagato dai musulmani. Questa fu la prima volta nella storia ottomana e turca che questa minoranza era soggetta a misure discriminatorie.
Secondo le disposizioni di Ankara, gli stranieri sarebbero stati tassati allo stesso livello dei turchi musulmani. Tuttavia, le carenze nella loro registrazione e il generale cattivo funzionamento dell'amministrazione fecero sì che venissero spesso registrati come turchi non musulmani, fatto che provocava l'intervento delle ambasciate straniere a sostegno dei loro cittadini.

## Lavori forzati
Migliaia di non musulmani si trovarono incapaci di elargire una "tassa" impagabile a causa degli importi esorbitanti richiesti dai comitati ad hoc. Ad esempio, sulla popolazione armena di Istanbul, principale luogo di sopravvivenza della comunità, a eccezione dei pochi membri in possesso di passaporto straniero o che beneficiavano di un sostegno di altissimo rango, si trovava la quasi totalità della popolazione maschile attiva, ovvero circa 25000 individui incapace di pagare.
Dopo aver liquidato i propri risparmi, gli interessati erano così costretti a vendere la propria attività. Ciò non era ancora abbastanza: l'amministrazione andava poi nelle loro case e vendeva ai turchi la loro proprietà sulla soglia di casa. Secondo le testimonianze dei sopravvissuti, l'amministrazione lasciava agli interessati un materasso e una sedia a persona, e un tavolo, in tutto e per tutto.
Questo scenario fu accuratamente pianificato da İsmet İnönü: gli interessati erano inviati in inverno in una remota regione dell'altopiano armeno, ad Aşkale presso Erzurum, a quasi 1700 m di altitudine, per spaccare le pietre per la costruzione di strade.
Oltre alla spoliazione e alla condanna di tali lavori forzati, ci fu una propaganda basata su azioni diffamatorie. Nel gennaio 1943, la stampa legata allo Stato pubblicò gli elenchi dei "cattivi contribuenti" con l'annuncio della loro espulsione. Il 12 "annunciò" il rilascio per dipendenti, minori, anziani, donne e malati. I costi di trasporto, cibo e cure mediche erano lasciati ai lavoratori forzati.
Per evitare che gli interessati scappassero, i servizi di polizia si recavano alla scuola e prendevano in ostaggio i figli che venivano liberati dall'arrivo del padre in questura e dalla sua partenza per i lavori forzati. Questi furono i metodi dell'amministrazione turca sotto İsmet İnönü.
Il primo gruppo di deportati lasciò Istanbul per Aşkale il 27 gennaio. Cumhuriyet e Tasvir-i Efkâr, due testate allora sostenitrici della Germania nazista e dell'Italia fascista, accolsero con favore la decisione, chiamando i deportati "sangue straniero" e di "Turchi solo nominalmente" che dovevano essere puniti per la loro ingratitudine e slealtà.
Alcuni rimasero ad Aşkale fino a due anni, svolgendo lavori forzati estremamente ardui, malnutriti e dormendo in stalle, caffetterie e ovunque potevano trovare riparo.
Oltre alla spoliazione subita, il Varlık Vergisi contribuì a una nuova ondata emigratoria di non musulmani dalla Turchia: tutto ciò fu uno degli obiettivi perseguiti da İsmet İnönü.

## Abolizione e conseguenze
Il Varlık Vergis, oltre che discriminatorio e repressivo si dimostrò scarsamente efficace. La legge, che non poteva sostenere una critica internazionale implacabile fu abrogata sotto la pressione del Regno Unito e degli Stati Uniti il 15 marzo 1944. Dopo la sua abolizione, i cittadini delle minoranze che si trovavano nei campi di lavoro furono rimandati alle loro case. Il governo turco promise di restituire le tasse pagate ai non musulmani, ma ciò non fu fatto.
Il Partito Democratico (DP) all'opposizione capitalizzò la sua impopolarità nelle elezioni generali del 1950, che furono le prime elezioni generali democratiche nella Repubblica turca, ottenendo così una vittoria schiacciante contro il Partito Popolare Repubblicano (CHP).
Nel 1951, Faik Ökte pubblicò le sue memorie dove confessò che l'imposta era stata applicata in modo discriminatorio nei confronti dei non musulmani. La stampa turca lo condannò per la pubblicazione e lo dichiarò "traditore della patria".

## Riferimenti nella cultura di massa
Anni dopo l'introduzione del Varlık Vergisi, l'élite politica turca ebbe difficoltà a venire a patti con l'argomento. Un membro del parlamento, Ahmet Çakar (del partito nazionalista MHP), si indignò per la proiezione del film Salkım Hanım'ın Taneleri (variamente tradotto in italiano come I diamanti della signora Salkim). Il film è una trasposizione dell'omonimo romanzo storico scritto dall'autore turco Yilmaz Karakoyunlu, che racconta le storie e le testimonianze dei non musulmani durante il Varlık Vergisi.